# Weihnachten bei van den Bergs
Weihnachten bei van den Bergs ist ein Hörspiel des deutschen Musikers Helge Schneider, in dem das Weihnachtsfest der titelgebenden Familie geschildert wird. Das Hörspiel wurde 1992 als EP von Roof Music veröffentlicht. Eine Neuauflage erschien 2012 beim Roof-Unterlabel tacheles!, zudem war das Hörspiel in voller Länge auf der 2003 erschienenen Kompilation „22 sehr, sehr gute Lieder (Best Of)“ enthalten.

## Entstehung
Die Aufnahmen erfolgten im Oktober 1992. Helge Schneider sprach alle Rollen selber ein, teils mit verstellter Stimme oder nachträglicher Verfremdung der Sprache. Auch die musikalischen Beiträge sowie sämtliche Soundeffekte wurden von Schneider selber erzeugt, wobei in den Credits im Booklet selbst noch Kaffeemaschine, Uhr etc. als „Rollen“ vermerkt wurden. An der Kirchenorgel soll ein gewisser „Doctor Freese“ gespielt haben.
Namensgeber der Familie van den Berg war Schringo van den Berg, ein Freund Helge Schneiders.

## Inhalt
Das Hörspiel ist in vier Teile gegliedert, die jeweils einen anderen Teil des Weihnachtsfestes schildern.
24. Dezember 16 Uhr bei van den Bergs: Familie van den Berg, bestehend aus Vater Heinz, Mutter Erika und Sohn Jürgen, hat das Mittagessen gerade hinter sich gebracht, nun stehen weitere weihnachtliche Tätigkeiten an, so das Aufstellen und Beleuchten des Weihnachtsbaums sowie Jürgens Spiel auf der Blockflöte, das von den Eltern erst gelobt, dann kritisiert wird. Anschließend tritt der Weihnachtsmann auf und beschenkt zunächst Heinz mit einer Unterhose, die zu Heinz’ Missfallen aber keinen Schlitz hat. Danach richtet sich der Weihnachtsmann an Jürgen und bringt diesen mit Verweis auf sein „goldenes Buch“ dazu, eine Missetat zu gestehen: Er hat im abgelaufenen Jahr dem Pfarrer ins Bein gebissen und wird dafür vom Weihnachtsmann mit Schlägen bestraft, wogegen die Eltern zunächst protestieren, dann jedoch mit einfallen. Schließlich schickt sich der Weihnachtsmann zum Gehen an und lehnt die von Erika angebotene Tasse Kaffee ab, was diese niedergeschmettert zur Kenntnis nimmt.
Kirchgang: Familie van den Berg begibt sich zum Gottesdienst in die Kirche. Der Pastor hält seine Predigt, während er zugleich auf der Kanzel fortwährend Reibekuchen isst. Als er Familie van den Berg erblickt, möchte er sie sogleich wieder hinausschicken, erwähnt aber, solche Forderungen dürfe man an Weihnachten nicht stellen, da man „Verständnis“ habe – er lässt van den Bergs also gewähren. Nachfolgend appelliert er an das Publikum, sein Reibekuchenessen während der Predigt ebenfalls zu tolerieren, und fordert zum gemeinsamen Singen des folgenden Liedes auf.
Der Geschenke-Song: Ein Gospel-artiges Lied über das Weihnachtsfest, das den Weihnachtsmann bittet, Geschenke möglichst großzügig zu verteilen. Musikalisch basiert dieses Lied auf Call and Response zwischen dem Sologesang des Pastors und den Erwiderungen des Chores, welche stets Ja, ja lauten. Der Text des Geschenke-Songs ist folgender:
||: Wenn Weihnachten ist :||
dann kommen Geschenke! Ist der Baum auch da? Und wir auch? 
Dann kommt der Weihnachtsmann mit seinem großen Sack!
Hey Weihnachtsmann! Denke auch an mich!
Weihnachtsmann, komm zu uns! Komm zu uns! Nach Hause, wo der Baum ist und das Engelshaar!
Weihnachtsmann! Oh Weihnachtsmann! Du bist ein guter Mann!
Komm zu uns nach Haus! Pack deinen Sack aus - mit denen Geschenken! Geschenke sind gut und du bist auch ein guter Mann!
|: Auf der ganzen Welt wird geschenkt! :|
Wenn Weihnachten ist kommt zu uns der Weihnachtsmann mit seinen Sachen! Das ist gut!
Hey klatsch mit der Hand, klatsch mit der Hand! Warte auf ihn, er kommt gefahren: mit dem Sack - wo die Geschenke drin sind!
Freunde, heute ist ein Ehrentag! Ja?!
Weihnachtsmann, komm!
Weihnachtstraum: Mit dem Ausklang des Liedes stellt Jürgen bzw. Helge Schneider selber überrascht fest, die vorigen Ereignisse nur geträumt zu haben. Es folgt ein Monolog Schneiders, in dem dieser an das in ärmlichen Verhältnissen gefeierte Weihnachtsfest des Jahres 1957 erinnert und betont, sich über die bescheidenen Geschenke dieses Festes (vorrangig Lebensmittel) dennoch außerordentlich gefreut zu haben. Hingegen seien seine heutigen Wünsche (,,...35 Jahre später...", d. h. 1992) sehr viel größer – neben Luxus wird Weltfrieden als Wunsch geäußert.
Anschließend wird Jürgen von Heinz und Erika geweckt – es steht noch die Besorgung des Weihnachtsbaumes an. Heinz zeigt sich dabei empört, dass Jürgen eine von seinen geliebten schlitzlosen Unterhosen angezogen habe. Dessen Äußerungen nimmt auch der Weihnachtsmann im Off zur Kenntnis – er weiß nun, welches Geschenk „ich diesem Mann mit auf die Erde bringe“. Mit einem Akkord auf der Orgel endet das Hörspiel.

## Rezeption
„Weihnachten bei van den Bergs“ genießt unter Helge-Schneider-Fans Kultstatus und wird gelegentlich in eine Reihe mit Loriots „Weihnachten bei Hoppenstedts“ gestellt, das auch als implizites Vorbild des Hörspiels ausgemacht wird. Rückblickende Besprechungen des Hörspiels fallen entsprechend wohlwollend aus:

„‚Weihnachten bei van den Bergs‘ beweist, dass auch spezieller, kauziger Humor erfolgreich sein kann, und auch zwanzig Jahre nach dem ursprünglichen Erscheinen dieses kleinen bildlosen Schauspiels besitzt diese Aufnahme diesen typischen Charme, der sämtlichen Ton-, Schrift- und auch Bilddokumenten inne wohnt.“

„Fazit: Mit 'Weihnachten bei van den Bergs' zeigt sich Helge Schneider in Bestform. Quasi im Alleingang beschreibt er ein mehr oder weniger normales Weihnachtsfest und kitzelt dabei gekonnt die Absurditäten des Alltags zwischen Genie und Wahnsinn hervor.“

Eingeschränkt wurde jedoch, es handle sich um ein sehr spezifisches Werk, das auf viele typische Charakteristika von Helge Schneiders Schaffen zurückgreife:

„[…] man [muss] mit der Helge-Schneider-Materie und der eigenwilligen Aussprache der singenden Herrentorte vertraut sein, denn oftmals liegt der viel genannte Teufel im Detail – und der entfesselt den Witz, damit der auch raus kommt. Und das zieht sich hin bis zur Produktion. Hochglanz wäre hier unangebracht.“

Umgekehrt wurde „Weihnachten bei van den Bergs“ auch als exemplarisch für die Qualität des Humors von Helge Schneider gesehen:

„2012 hat Helge Schneider immerhin auch den Großen Karl-Valentin-Preis erhalten, weil er „in der Nachfolge Valentins herausragende künstlerische Leistungen vorweisen“ konnte. Wie das stimmt, wird durch das nun von 'Roof Music' frisch aufgelegte Mini-Hörspiel durchaus bestens belegt.“